# Pro League 2018-19
La temporada 2018-19 fue la 116.ª temporada de la Primera División de Bélgica la máxima categoría del fútbol profesional en Bélgica. El torneo comenzó el 28 de julio de 2018 y finalizó el 27 de mayo de 2019.

## Ascensos y descensos
KV Mechelen descendido la temporada pasada es reemplazado por Círculo de Brujas que vuelve a la máxima categoría después de cuatro temporadas, tras haber descendido en la  temporada 2014-15.
| Pos. | Descendido de la Pro League 2017-18 |
| ---- | ----------------------------------- |
| 16.º | KV Mechelen                         |

| Pos. | Ascendido de la Segunda División 2017-18 |
| ---- | ---------------------------------------- |
| 1.º  | Cercle Brugge KSV                        |

## Equipos participantes
| Club                 | Ciudad       | Estadio                       | Capacidad |
| -------------------- | ------------ | ----------------------------- | --------- |
| RSC Anderlecht       | Bruselas     | Estadio Constant Vanden Stock | 21,000    |
| R. Charleroi SC      | Charleroi    | Estadio del País de Charleroi | 14,000    |
| Club Brujas          | Brujas       | Estadio Jan Breydel           | 29,042    |
| Círculo Brujas       | Brujas       | Estadio Jan Breydel           | 29,042    |
| KRC Genk             | Genk         | Luminus Arena                 | 24,956    |
| KAA Gante            | Gante        | Ghelamco Arena                | 19,999    |
| KV Kortrijk          | Kortrijk     | Guldensporen Stadion          | 9,399     |
| KV Oostende          | Ostende      | Versluys Arena                | 8,000     |
| Royal Antwerp        | Amberes      | Bosuilstadion                 | 16.649    |
| KSC Lokeren          | Lokeren      | Daknamstadion                 | 9,560     |
| Royal Excel Mouscron | Mouscron     | Stade Le Canonnier            | 10,571    |
| Sint-Truidense       | Sint-Truiden | Stayen                        | 14,600    |
| Standard Lieja       | Lieja        | Estadio Maurice Dufrasne      | 28,278    |
| Waasland-Beveren     | Beveren      | Freethiel Stadion             | 8,190     |
| Zulte Waregem        | Waregem      | Regenboogstadion              | 9,540     |
| Eupen                | Eupen        | Kehrweg Stadion               | 8,363     |

### Equipos por provincias
| Provincia          | N.º | Equipos                                                        |
| ------------------ | --- | -------------------------------------------------------------- |
| Flandes Occidental | 5   | Club Brujas, Cercle Brugge, Kortrijk, Oostende y Zulte Waregem |
| Flandes Oriental   | 3   | Gante, Lokeren y Waasland-Beveren                              |
| Henao              | 2   | Charleroi y Mouscron                                           |
| Limburgo           | 2   | Genk y Sint-Truiden                                            |
| Lieja              | 2   | Standard Lieja y Eupen                                         |
| Amberes            | 1   | Amberes                                                        |
| Bruselas-Capital   | 1   | R.S.C. Anderlecht                                              |

### Personal y uniformes
| Equipo               | Entrenador          | Capitán                | Firma deportiva | Patrocinador         |
| -------------------- | ------------------- | ---------------------- | --------------- | -------------------- |
| RSC Anderlecht       | Hein Vanhaezebrouck | Adrien Trebel          | Adidas          | BNP Paribas Fortis   |
| Royal Antwerp        | László Bölöni       | Faris Haroun           | Jako            | Heylen Vastgoed      |
| Cercle Brugge        | Laurent Guyot       | Benjamin Lambot        | Erima           | ADMB                 |
| RSC Charleroi        | Felice Mazzu        | Francisco Martos       | Kappa           | Proximus             |
| Club Brugge          | Ivan Leko           | Ruud Vormer            | Macron          | Daikin               |
| KAS Eupen            | Claude Makélélé     | Luis García            | Nike            | Aspire Academy       |
| Royal Excel Mouscron | Frank Defays        | Jérémy Huyghebaert     | Erima           | Star Casino          |
| KRC Genk             | Philippe Clement    | Alejandro Pozuelo      | Nike            | Beobank              |
| KAA Gent             | Yves Vanderhaeghe   | Nana Asare             | Craft           | vdk bank             |
| KV Kortrijk          | Glen De Boeck       | Hannes Van der Bruggen | Jako            | AGO Jobs & HR        |
| KSC Lokeren          | Peter Maes          | Killian Overmeire      | Beltona         | QTeam                |
| KV Oostende          | Gert Verheyen       | Nicolas Lombaerts      | Joma            | Willems Veranda's    |
| Sint-Truiden VV      | Marc Brys           | Steven De Petter       | Olympic         | Golden Palace        |
| Standard Liège       | Michel Preud'homme  | Sébastien Pocognoli    | New Balance     | BASE                 |
| Waasland-Beveren     | Yannick Ferrera     | Joachim Van Damme      | Kappa           | Circus.be            |
| SV Zulte-Waregem     | Francky Dury        | Davy De fauw           | Patrick         | Willy Naessens Group |

## Tabla de posiciones

### Temporada regular
- Actualizado al 17 de marzo de 2019.
| Pos. | Equipo           | Pts. | PJ | G  | E  | P  | GF | GC | Dif. | Clasificación o descenso                  |
| ---- | ---------------- | ---- | -- | -- | -- | -- | -- | -- | ---- | ----------------------------------------- |
| 1    | Genk             | 63   | 30 | 18 | 9  | 3  | 63 | 31 | +32  | Clasificación al Grupo Campeonato         |
| 2    | Club Brugge      | 56   | 30 | 16 | 8  | 6  | 64 | 32 | +32  | Clasificación al Grupo Campeonato         |
| 3    | Standard Liège   | 53   | 30 | 15 | 8  | 7  | 49 | 35 | +14  | Clasificación al Grupo Campeonato         |
| 4    | RSC Anderlecht   | 51   | 30 | 15 | 6  | 9  | 49 | 34 | +15  | Clasificación al Grupo Campeonato         |
| 5    | Gent             | 50   | 30 | 15 | 5  | 10 | 53 | 45 | +8   | Clasificación al Grupo Campeonato         |
| 6    | Antwerp          | 49   | 30 | 14 | 7  | 9  | 39 | 34 | +5   | Clasificación al Grupo Campeonato         |
| 7    | Sint-Truiden     | 47   | 30 | 12 | 11 | 7  | 47 | 36 | +11  | Clasificación a Europa League playoffs    |
| 8    | Kortrijk         | 43   | 30 | 12 | 7  | 11 | 44 | 42 | +2   | Clasificación a Europa League playoffs    |
| 9    | Charleroi        | 42   | 30 | 12 | 6  | 12 | 43 | 43 | 0    | Clasificación a Europa League playoffs    |
| 10   | Excel Mouscron   | 40   | 30 | 11 | 7  | 12 | 33 | 33 | 0    | Clasificación a Europa League playoffs    |
| 11   | Zulte Waregem    | 33   | 30 | 8  | 9  | 13 | 49 | 60 | −11  | Clasificación a Europa League playoffs    |
| 12   | Eupen            | 32   | 30 | 10 | 2  | 18 | 34 | 57 | −23  | Clasificación a Europa League playoffs    |
| 13   | Cercle Brugge    | 28   | 30 | 7  | 7  | 16 | 35 | 59 | −24  | Clasificación a Europa League playoffs    |
| 14   | Oostende         | 27   | 30 | 6  | 9  | 15 | 29 | 52 | −23  | Clasificación a Europa League playoffs    |
| 15   | Waasland-Beveren | 27   | 30 | 5  | 12 | 13 | 37 | 50 | −13  | Clasificación a Europa League playoffs    |
| 16   | Lokeren          | 20   | 30 | 5  | 5  | 20 | 28 | 53 | −25  | Descenso a la Segunda División de Bélgica |

 Fuente: Belgian First Division A (en neerlandés), Soccerway
Criterios de clasificación: 1) Puntos; 2) puntos entre sí; 3) diferencia de goles; 4) Goles marcados.

### Resultados
| Local \ Visitante | AND | ANT | CER | CHA | CLU | EUP | EXM | GNK | GNT | KVK | LOK | OOS | STA | STR | W-B | ZWA |
| ----------------- | --- | --- | --- | --- | --- | --- | --- | --- | --- | --- | --- | --- | --- | --- | --- | --- |
| RSC Anderlecht    | —   | 1–1 | 4–2 | 1–1 | 2–2 | 2–1 | 2–0 | 0–1 | 2–0 | 2–0 | 1–1 | 5–2 | 2–1 | 0–0 | 3–0 | 0–0 |
| Antwerp           | 0–1 | —   | 1–0 | 1–2 | 1–1 | 2–1 | 2–1 | 2–4 | 2–2 | 0–0 | 2–1 | 2–0 | 1–1 | 1–3 | 0–2 | 5–1 |
| Cercle Brugge     | 2–1 | 0–3 | —   | 2–1 | 2–2 | 0–1 | 2–1 | 2–5 | 0–3 | 1–1 | 3–2 | 2–2 | 1–2 | 1–2 | 2–0 | 3–1 |
| Charleroi         | 1–2 | 0–1 | 3–1 | —   | 2–1 | 1–2 | 3–1 | 1–1 | 2–0 | 0–2 | 2–1 | 1–1 | 0–1 | 1–0 | 2–2 | 3–2 |
| Club Brugge       | 2–1 | 5–1 | 4–0 | 0–1 | —   | 5–2 | 1–2 | 3–1 | 1–1 | 3–0 | 2–1 | 4–0 | 3–0 | 1–0 | 1–1 | 1–3 |
| Eupen             | 2–1 | 1–2 | 2–0 | 1–4 | 0–4 | —   | 1–0 | 0–2 | 2–3 | 0–1 | 4–1 | 1–2 | 2–1 | 1–4 | 1–0 | 2–3 |
| Excel Mouscron    | 3–1 | 0–1 | 3–0 | 3–0 | 0–1 | 0–1 | —   | 0–0 | 3–1 | 1–0 | 1–0 | 2–1 | 0–0 | 1–1 | 0–3 | 0–0 |
| Genk              | 1–0 | 0–0 | 1–2 | 3–1 | 1–1 | 2–1 | 1–2 | —   | 3–1 | 1–1 | 1–0 | 2–0 | 2–0 | 1–1 | 3–2 | 4–0 |
| Gent              | 1–0 | 0–0 | 4–1 | 2–1 | 0–4 | 2–0 | 1–2 | 1–5 | —   | 3–1 | 2–1 | 2–1 | 2–1 | 1–2 | 4–1 | 1–1 |
| Kortrijk          | 1–4 | 2–0 | 2–1 | 1–2 | 0–0 | 1–3 | 1–0 | 3–3 | 1–2 | —   | 2–1 | 1–2 | 0–2 | 3–1 | 2–2 | 4–2 |
| Lokeren           | 1–2 | 2–1 | 3–1 | 2–4 | 0–1 | 2–0 | 0–0 | 0–4 | 2–2 | 1–3 | —   | 0–0 | 0–3 | 2–0 | 1–0 | 0–3 |
| Oostende          | 0–2 | 0–2 | 1–1 | 2–1 | 1–2 | 1–1 | 2–1 | 0–2 | 0–4 | 1–2 | 1–0 | —   | 1–3 | 1–1 | 1–1 | 3–1 |
| Standard Liège    | 2–1 | 0–2 | 0–0 | 0–0 | 3–1 | 3–0 | 1–1 | 1–1 | 3–2 | 2–1 | 3–1 | 3–1 | —   | 3–2 | 4–3 | 4–1 |
| Sint-Truiden      | 4–2 | 2–0 | 0–0 | 3–1 | 2–2 | 4–1 | 3–1 | 2–3 | 0–2 | 0–0 | 1–1 | 1–0 | 1–1 | —   | 2–1 | 2–1 |
| Waasland-Beveren  | 1–2 | 0–1 | 1–1 | 1–1 | 2–1 | 0–0 | 1–2 | 1–2 | 2–1 | 2–6 | 2–1 | 1–1 | 0–0 | 2–2 | —   | 1–1 |
| Zulte Waregem     | 1–2 | 1–2 | 3–2 | 3–1 | 2–5 | 4–0 | 2–2 | 3–3 | 1–3 | 0–2 | 2–0 | 1–1 | 3–1 | 1–1 | 2–2 | —   |

## Grupo campeonato
- Los puntos obtenidos durante la temporada regular se reducen a la mitad (y se redondean en caso de puntuación impar) antes del inicio de la postemporada.

| Pos. | Equipo         | Pts. | PJ | G | E | P | GF | GC | Dif. | Clasificación                                                 |
| ---- | -------------- | ---- | -- | - | - | - | -- | -- | ---- | ------------------------------------------------------------- |
| 1    | Genk           | 52   | 10 | 6 | 2 | 2 | 19 | 8  | +11  | Clasifica a Liga de Campeones de la UEFA 2019-20              |
| 2    | Club Brugge    | 50   | 10 | 7 | 1 | 2 | 19 | 11 | +8   | Clasifica a Liga de Campeones de la UEFA 2019-20              |
| 3    | Standard Liège | 40   | 10 | 4 | 1 | 5 | 17 | 16 | +1   | Tercera fase clasificatoria de Liga Europa de la UEFA 2019-20 |
| 4    | Antwerp        | 39   | 10 | 4 | 2 | 4 | 12 | 16 | −4   | Clasifica a Europa League playoff final                       |
| 5    | Gent           | 35   | 10 | 3 | 1 | 6 | 10 | 15 | −5   |                                                               |
| 6    | Anderlecht     | 32   | 10 | 1 | 3 | 6 | 8  | 19 | −11  |                                                               |

 Fuente: Soccerway
Criterios de clasificación: 1) Puntos; 2) puntos entre sí; 3) diferencia de goles; 4) Goles marcados.

### Resultados
| Local \ Visitante | GNK | CLU | ANT | STA | AND | GNT |
| ----------------- | --- | --- | --- | --- | --- | --- |
| Genk              | —   | 3–1 | 4–0 | 0–0 | 3–0 | 2–1 |
| Club Brugge       | 3–2 | —   | 3–2 | 4–0 | 1–0 | 3–0 |
| Antwerp           | 1–0 | 0–0 | —   | 2–1 | 1–1 | 1–2 |
| Standard Liège    | 1–3 | 2–0 | 3–1 | —   | 5–0 | 2–3 |
| Anderlecht        | 1–1 | 2–3 | 1–2 | 2–1 | —   | 0–0 |
| Gent              | 0–1 | 0–1 | 1–2 | 1–2 | 2–1 | —   |

## Playoff Liga Europa

### Grupo A
| Pos. | Equipo            | Pts. | PJ | G | E | P | GF | GC | Dif. | Clasificación                               |
| ---- | ----------------- | ---- | -- | - | - | - | -- | -- | ---- | ------------------------------------------- |
| 1    | Charleroi         | 22   | 10 | 7 | 1 | 2 | 20 | 7  | +13  | Clasifica a Europa League playoff semifinal |
| 2    | Sint-Truiden      | 17   | 10 | 4 | 5 | 1 | 16 | 13 | +3   |                                             |
| 3    | KVC Westerlo      | 12   | 10 | 3 | 3 | 4 | 13 | 12 | +1   |                                             |
| 4    | KV Oostende       | 12   | 10 | 3 | 3 | 4 | 12 | 15 | −3   |                                             |
| 5    | KAS Eupen         | 11   | 10 | 3 | 2 | 5 | 9  | 15 | −6   |                                             |
| 6    | Beerschot Wilrijk | 8    | 10 | 2 | 2 | 6 | 11 | 19 | −8   |                                             |

 Fuente: 
Criterios de clasificación: 1) Puntos; 2) puntos entre sí; 3) diferencia de goles; 4) Goles marcados.

### Resultados
| Local \ Visitante | CHA | STR | WES | OOS | B-W | EUP |
| ----------------- | --- | --- | --- | --- | --- | --- |
| Charleroi         | —   | 2–0 | 2–0 | 1–2 | 4–0 | 2–0 |
| Sint-Truiden      | 3–1 | —   | 2–1 | 1–0 | 2–2 | 2–2 |
| Westerlo          | 0–2 | 2–2 | —   | 0–0 | 1–1 | 1–0 |
| Oostende          | 2–2 | 1–1 | 0–3 | —   | 2–1 | 1–2 |
| Beerschot Wilrijk | 0–3 | 1–2 | 3–2 | 1–2 | —   | 2–0 |
| Eupen             | 0–1 | 1–1 | 0–3 | 3–2 | 1–0 | —   |

### Grupo B
| Pos. | Equipo               | Pts. | PJ | G | E | P | GF | GC | Dif. | Clasificación                               |
| ---- | -------------------- | ---- | -- | - | - | - | -- | -- | ---- | ------------------------------------------- |
| 1    | KV Kortrijk          | 24   | 10 | 8 | 0 | 2 | 26 | 12 | +14  | Clasifica a Europa League playoff semifinal |
| 2    | Union Saint-Gilloise | 20   | 10 | 6 | 2 | 2 | 24 | 14 | +10  |                                             |
| 3    | Waasland-Beveren     | 13   | 10 | 4 | 1 | 5 | 17 | 24 | −7   |                                             |
| 4    | Cercle Brugge        | 7    | 10 | 2 | 1 | 7 | 16 | 30 | −14  |                                             |
| 5    | Zulte Waregem        | 13   | 10 | 3 | 4 | 3 | 22 | 22 | 0    |                                             |
| 6    | Excel Mouscron       | 8    | 10 | 2 | 2 | 6 | 19 | 22 | −3   |                                             |

 Fuente: 
Criterios de clasificación: 1) Puntos; 2) puntos entre sí; 3) diferencia de goles; 4) Goles marcados.

### Resultados
| Local \ Visitante    | KVK | USG | W‑B | CER | ZWA | EXM |
| -------------------- | --- | --- | --- | --- | --- | --- |
| KV Kortrijk          | —   | 0–1 | 2–1 | 4–0 | 4–2 | 3–1 |
| Union Saint-Gilloise | 2–0 | —   | 5–1 | 3–1 | 2–2 | 3–3 |
| Waasland-Beveren     | 2–3 | 3–2 | —   | 2–1 | 0–5 | 2–1 |
| Cercle Brugge        | 1–2 | 2–3 | 3–2 | —   | 3–3 | 0–3 |
| Zulte Waregem        | 0–5 | 2–1 | 0–0 | 6–2 | —   | 2–2 |
| Excel Mouscron       | 2–3 | 0–2 | 2–4 | 2–3 | 3–0 | —   |

### Europa League playoff

#### semifinal
Los ganadores de ambos grupos de playoff disputan para jugar contra el equipo del cuarto lugar de los playoffs del campeonato por un lugar en la final. Este partido se jugó en el campo del equipo mejor clasificado en la competencia regular. Charleroi avanzó a la final.
| 22 de mayo de 2019 | KV Kortrijk     | 1–2     | R Charleroi SC               | Guldensporen Stadion, Kortrijk,                            |                                                            |
|                    | Imoh Ezekiel 6' | Reporte | Victor James Osimhen 42' 56' | Asistencia: 7,500 espectadores Árbitro(s): Jonathan Lardot | Asistencia: 7,500 espectadores Árbitro(s): Jonathan Lardot |

#### Final
El ganador de la semifinal el R Charleroi SC y el equipo en cuarto lugar de los playoffs del campeonato Royal Antwerp, jugaron para determinar un cupo en la tercera ronda de clasificación de la UEFA Europa League 2019-20.
| 26 de mayo de 2019 | Royal Antwerp                                        | 3–2     | R Charleroi SC                                 | Bosuilstadion, Amberes,                                     |                                                             |
|                    | Dieumerci Mbokani 16' 67' · Lior Rafaelov 22' (pen.) | Reporte | Victor James Osimhen 1' · Dorian Dessoleil 12' | Asistencia: 11,502 espectadores Árbitro(s): Nicolas Laforge | Asistencia: 11,502 espectadores Árbitro(s): Nicolas Laforge |

## Estadísticas jugadores

### Goleadores
- Actualización final el 18 de mayo de 2019.
| Pos. | Jugador            | Club          | Goles |
| ---- | ------------------ | ------------- | ----- |
| 1    | Hamdi Harbaoui     | Zulte Waregem | 25    |
| 2    | Mbwana Samatta     | Genk          | 23    |
| 3    | Ivan Santini       | Anderlecht    | 16    |
| 3    | Victor Osimhen     | Charleroi     | 16    |
| 5    | Daichi Kamada      | Sint-Truiden  | 15    |
| 5    | Felipe Avenatti    | Kortrijk      | 15    |
| 7    | Leandro Trossard   | Genk          | 14    |
| 7    | Theo Bongonda      | Zulte Waregem | 14    |
| 7    | Hans Vanaken       | Club Brugge   | 14    |
| 10   | Ruslan Malinovskyi | Genk          | 13    |
| 10   | Landry Dimata      | Anderlecht    | 13    |
| 10   | Wesley Moraes      | Club Brugge   | 13    |

### Asistencias
- Actualización final el 18 de mayo de 2019.
| Pos. | Jugador             | Club             | Asitencias |
| ---- | ------------------- | ---------------- | ---------- |
| 1    | Hans Vanaken        | Club Brugge      | 16         |
| 2    | Ruslan Malinovskyi  | Genk             | 11         |
| 3    | Nill De Pauw        | Zulte Waregem    | 9          |
| 3    | Aleksandar Boljević | Waasland-Beveren | 9          |
| 5    | Manuel Benson       | Excel Mouscron   | 8          |
| 5    | Gianni Bruno        | Cercle Brugge    | 8          |
| 5    | Theo Bongonda       | Zulte Waregem    | 8          |
| 5    | Wesley Moraes       | Club Brugge      | 8          |
| 5    | Razvan Marin        | Standard Liège   | 8          |